# David Alonso (motorversenyző)
David Alonso Gómez (Madrid, 2006. április 25. –) egyszeres Moto3-as világbajnokságon kolumbiai motorversenyző, a CFMoto Aspar Racing Team versenyzője.

## Pályafutása

### Fiatalon
2019-ben csatlakozott az Aspar Racing Team csapatához. 2020-ban megnyerte a European Talent Cup bajnokságot. Egy évvel később a Red Bull Rookies Cup bajnoka lett. 2022-ig a FIM CEV Moto3-világbajnokság és FIM JuniorGP-világbajnokság versenyein is részt vett.

### Moto3
Első Moto3-as versenyét Sergio García helyetteseként teljesítette. Következő szereplésére 2022-ben került sor, szabadkártyás versenyzőként. A 2023-tól teljes szezont teljesít a spanyol csapattal. Első dobogóját a spanyol nagydíjon szerezte meg. Nagy-Britanniában szerezte meg első győzelmét, amelyet további 3 követett, a katalán, a San Marinó-i és a thai nagydíj. A szezon végén ő lett a Moto3-as kategória év újonca, valamint az összetett bajnokságban a harmadik helyen fejezte be az idényt. A következő idényben is maradt a csapatnál, de Jamanaka Rjúszei helyett Joel Esteban lett a csapattársa.
A 2024-es szezon első versenyhétvégéjén Katarban a 8. helyről rajtolva nyerte meg a versenyt, miután az utolsó kanyarban megelőzte a szinte végig vezető Daniel Holgadót. Az Amerika nagydíjon az első rajtkockából nyerte meg a futamot. A francia, a katalán és az olasz nagydíjt egymás után nyerte meg. A német versenyhétvégét is megnyerte, amivel már 58 ponttal vezetett a bajnokságban Iván Ortolá előtt. Augusztus közepén hosszú körös büntetése ellenére is győzni tudott az osztrák nagydíjon. A szezon utolsó hét versenyét kivétel nélkül megnyerte. 2024. október 6-án Japánban bebiztosította a világbajnoki címet. Az ausztrál nagydíjon a szezon 11. futamgyőzelmét érte el, amivel beállította Valentino Rossi 1997-es győzelmi rekordját a legkisebb géposztályt illetően. A következő thaiföldi versenyen már meg is döntötte Rossi rekordját. A szezonzáró barcelonai Szolidaritási Nagydíjon zsinórban hetedik futamgyőzelmét aratta, összességében pedig tizennegyedszer nyert a szezonban, amivel megdöntötte Marc Márquez 2014-es rekordját, ami az egy géposztályban elért első helyeket illeti, ráadásul ő szerezte a CFMoto összes gyártói pontját, amivel világbajnokok lettek.

### Moto2
2024. szeptember 3-án jelentették be, hogy a 2025-ös szezonban a Moto2-ben folytatja az Aspar csapatával. Később kiderült, hogy Daniel Holgado lesz a csapattársa.

## Eredményei

### Statisztika
| Szezon   | Géposztály | Motor    | Csapat                   | Versenyek | Győzelem | Dobogó | Pole | LKör | Pont | Helyezés |
| -------- | ---------- | -------- | ------------------------ | --------- | -------- | ------ | ---- | ---- | ---- | -------- |
| 2021     | Moto3      | Gas Gas  | GasGas Aspar Team        | 1         | 0        | 0      | 0    | 0    | 0    | 38.      |
| 2022     | Moto3      | Gas Gas  | GasGas Aspar Team        | 1         | 0        | 0      | 0    | 0    | 0    | 44.      |
| 2023     | Moto3      | Gas Gas  | GasGas Aspar Team        | 20        | 4        | 8      | 0    | 2    | 245  | 3.       |
| 2024     | Moto3      | CFMoto   | CFMoto Aspar Racing Team | 20        | 14       | 15     | 6    | 3    | 421  | 1.       |
| 2025     | Moto2      | Kalex    | CFMoto Aspar Racing Team |           |          |        |      |      |      |          |
| Összesen | Összesen   | Összesen | Összesen                 | 42        | 18       | 23     | 6    | 6    | 666  |          |

### Teljes European Talent Cup eredménylistája
(Táblázat értelmezése)

(Félkövér: pole-pozícióból indult; dőlt: leggyorsabb kört futott) 

| Év   | Motor | 1     | 2     | 3     | 4     | 5     | 6     | 7     | 8     | 9     | 10    | 11    | Helyezés | Pont |
| ---- | ----- | ----- | ----- | ----- | ----- | ----- | ----- | ----- | ----- | ----- | ----- | ----- | -------- | ---- |
| 2019 | Honda | EST 6 | EST 3 | VAL   | VAL   | CAT 7 | ARA 2 | ARA 3 | JER 5 | JER 2 | ALB 8 | VAL   | 5.       | 110  |
| 2020 | Honda | EST 1 | EST 1 | ALG 1 | JER 1 | JER 2 | JER 2 | ARA   | ARA 2 | ARA 2 | VAL 1 | VAL 2 | 1.       | 225  |

### Teljes Red Bull MotoGP Rookies Cup eredménylistája
(Táblázat értelmezése)

(Félkövér: pole-pozícióból indult; dőlt: leggyorsabb kört futott) 

| Év   | 1      | 2      | 3      | 4      | 5      | 6      | 7      | 8       | 9       | 10     | 11      | 12      | 13     | 14     | Helyezés | Pont |
| ---- | ------ | ------ | ------ | ------ | ------ | ------ | ------ | ------- | ------- | ------ | ------- | ------- | ------ | ------ | -------- | ---- |
| 2020 | RBR1 4 | RBR1 4 | RBR2 4 | RBR2 4 | ARA1 5 | ARA1 2 | ARA2 3 | ARA2 1  | VAL1 Ki | VAL1 4 | VAL2 Ki | VAL2 Ki |        |        | 4.       | 137  |
| 2021 | POR1 1 | POR2 1 | SPA1 7 | SPA2 8 | MUG1 4 | MUG2 2 | GER1 1 | GER2 Ki | RBR1 3  | RBR2 1 | RBR3 1  | RBR4 1  | ARA1 3 | ARA2 3 | 1.       | 248  |

### Teljes FIM CEV Moto3 Junior-világbajnokság eredménylistája
(Táblázat értelmezése)

(Félkövér: pole-pozícióból indult; dőlt: leggyorsabb kört futott) 

| Év   | Motor  | 1     | 2       | 3       | 4       | 5      | 6     | 7      | 8      | 9      | 10     | 11     | 12     | Helyezés | Pont |
| ---- | ------ | ----- | ------- | ------- | ------- | ------ | ----- | ------ | ------ | ------ | ------ | ------ | ------ | -------- | ---- |
| 2021 | GasGas | EST 3 | VAL1 Ki | VAL2 Ki | CAT1 11 | CAT2 4 | POR 6 | ARA 12 | JER1 8 | JER2 6 | RSM 16 | VAL3 2 | VAL4 9 | 7.       | 93   |

### Teljes FIM JuniorGP-világbajnokság eredménylistája
(Táblázat értelmezése)

(Félkövér: pole-pozícióból indult; dőlt: leggyorsabb kört futott) 

| Év   | Motor  | 1     | 2      | 3      | 4       | 5      | 6      | 7       | 8      | 9      | 10    | 11      | 12      | Helyezés | Pont |
| ---- | ------ | ----- | ------ | ------ | ------- | ------ | ------ | ------- | ------ | ------ | ----- | ------- | ------- | -------- | ---- |
| 2022 | GasGas | EST 4 | VAL1 1 | VAL2 7 | CAT1 11 | CAT2 7 | JER1 7 | JER1 13 | POR Ki | RSM Ki | ARA 4 | RIC1 Ki | RIC2 Ni | 7.       | 86   |

### Teljes MotoGP eredménylistája
(Táblázat értelmezése)

(Félkövér: pole-pozícióból indult; dőlt: leggyorsabb kört futott) 

| Év   | Géposztály | Motor   | 1   | 2   | 3   | 4   | 5   | 6   | 7   | 8   | 9   | 10  | 11  | 12  | 13  | 14  | 15  | 16  | 17  | 18  | 19  | 20  | Helyezés | Pont |
| 2021 | Moto3      | Gas Gas | QAT | DOH | POR | ESP | FRA | ITA | CAT | GER | NED | STY | AUT | GBR | ARA | RSM | AME | EMI | ALG | VAL |     |     | 38.      | 0    |
| ---- | ---------- | ------- | --- | --- | --- | --- | --- | --- | --- | --- | --- | --- | --- | --- | --- | --- | --- | --- | --- | --- | --- | --- | -------- | ---- |
| 2021 | Moto3      | Gas Gas |     |     |     |     |     |     |     |     |     |     |     |     | 22  |     |     |     |     |     |     |     | 38.      | 0    |
| 2022 | Moto3      | Gas Gas | QAT | IND | ARG | AME | POR | ESP | FRA | ITA | CAT | GER | NED | GBR | AUT | RSM | ARA | JPN | THA | AUS | MAL | VAL | 44.      | 0    |
| 2022 | Moto3      | Gas Gas |     | 27  |     |     |     |     |     |     |     |     |     |     |     |     |     |     |     |     |     |     | 44.      | 0    |
| 2023 | Moto3      | Gas Gas | POR | ARG | AME | ESP | FRA | ITA | GER | NED | GBR | AUT | CAT | RSM | IND | JPN | IND | AUS | THA | MAL | QAT | VAL | 3.       | 245  |
| 2023 | Moto3      | Gas Gas | Ki  | 14  | 8   | 2   | 8   | 4   | 5   | 13  | 1   | 29  | 1   | 1   | 5   | 7   | 2   | Ki  | 1   | Ki  | 2   | 2   | 3.       | 245  |
| 2024 | Moto3      | CFMoto  | QAT | POR | AME | ESP | FRA | CAT | ITA | NED | GER | GBR | AUT | ARA | RSM | EMI | IDN | JPN | AUS | THA | MAL | SLD | 1.       | 421  |
| 2024 | Moto3      | CFMoto  | 1   | 4   | 1   | 11  | 1   | 1   | 1   | 5   | 1   | 2   | 1   | 4   | 7   | 1   | 1   | 1   | 1   | 1   | 1   | 1   | 1.       | 421  |

* A szezon jelenleg is tart.